# 光萼筒黄耆
光萼筒黄耆（学名：Astragalus levitubus）是豆科黄芪属的植物，为中国的特有植物。分布在中国大陆的四川、云南等地，生长于海拔4,000米的地区，常生于山坡溪旁，目前尚未由人工引种栽培。

## 别名
光萼芰草（静生生物调查所汇报）